# Ordre de bataille confédéré lors de la bataille de Mill Springs
Les unités de l'armée confédérée et commandants suivants ont combattu lors de la bataille de Mill Springs pendant la guerre de Sécession le 19 janvier 1862 près de l'actuelle communauté non-incorporée de Nancy, Kentucky (en). L'ordre de bataille de l'Union est décrit séparément.

## Abréviations utilisées

### Grade militaire
- MG = Major général
- BG = Brigadier général
- Col = Colonel
- Ltc = Lieutenant Colonel
- Cpt = Capitaine

### Autre
- (b) = blessé
- mb = mortellement blessé
- † = tué

## District du Tennessee oriental
MG George Bibb Crittenden
| Brigade                                        | Régiments et autres |
| ---------------------------------------------- | --- |

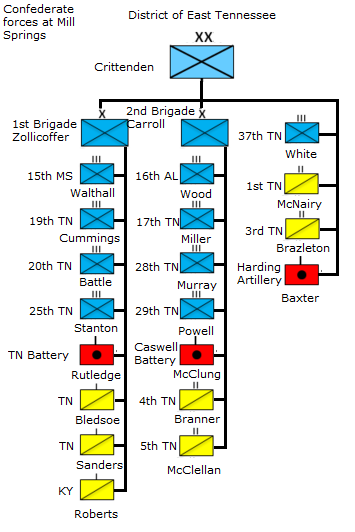
Forces confédérées à Mill Springs

| Première brigade BG Felix Kirk Zollicoffer (†) | - 15th Mississippi: Ltc Edward C. Walthall - 19th Tennessee (en): Col David H. Cummings - 20th Tennessee (en): Col Joel A. Battle (en) - 25th Tennessee: Col Sidney S. Stanton (b) - Tennessee Battery: Cpt Arthur M. Rutledge - Tennessee Cavalry Company: Cpt William Scott Bledsoe - Tennessee Cavalry Company: Cpt Q. C. "Ned" Sanders (or Saunders) - Kentucky Cavalry Company: Cpt B. E. Roberts (attached to Bledsoe & Sanders) |
| Deuxième brigade BG William Henry Carroll (en) | - 16th Alabama: Col William B. Wood - 17th Tennessee: Ltc Thomas C. H. Miller - 28th Tennessee (en): Col John Porry Murray (en) - 29th Tennessee: Col Samuel Powell (b), Maj Horace Rice - Tennessee Battery (Caswell Artillery): Cpt Hugh L. W. McClung [not engaged] - 4th Tennessee Cavalry Battalion : Ltc Benjamin M. Branner - 5th Tennessee Cavalry Battalion : Ltc George R. McClellan                                         |

### Troupes du district à proximité mais non engagées
- 37th Tennessee (en): Col Moses White (engagé dans la défense de Beech Grove)
- 1st Tennessee Cavalry Battalion: Ltc Frank Nathaniel McNairy (pourrait avoir été présent à Beech Grove)
- 3rd Tennessee Cavalry Battalion (2 compagnies): Ltc William Brazleton
- Tennessee Battery (Harding Artillery): Capt G. H. Monserratt, Cpt Ed Baxter